# Nederlandse Vereniging van Ziekenhuizen
De Nederlandse Vereniging van Ziekenhuizen (NVZ) is een vereniging die de collectieve belangen behartigt van de Nederlandse ziekenhuizen en andere organisaties die medisch-specialistische zorg aanbieden. De NVZ doet dat onder meer via beleidsontwikkeling, lobby en overleg met andere partijen in het veld. Daarnaast ondersteunt de vereniging individuele leden door informatieverstrekking over onderwerpen die betrekking hebben op de medische zorg. Ook kunnen leden individuele vraagstukken voor advies voorleggen aan de NVZ. Verder wordt minimaal twee keer per jaar een algemene ledenvergadering gehouden en organiseert de NVZ voor haar leden discussiebijeenkomsten.
De NVZ is vertegenwoordigd in de Medisch Specialisten Registratie Commissie, die de toelating van medisch specialisten regelt.